# Hauts-fonds de Luconia
Les hauts-fonds de Luconia (en anglais Luconia Shoals, en malais Gugusan Beting Raja Jarum et Gugusan Beting Patinggi Ali, en mandarin Běikāng ànshā (en sinogrammes 北康暗沙) et Nánkāng ànshā (en sinogrammes 南康暗沙), divisés en hauts-fonds de Luconia Nord et Sud, et parfois connus sous le nom de récifs de Luconia, sont l'un des complexes récifaux les plus grands et les moins connus de la mer de Chine méridionale.
Certains géographes classent les hauts-fonds comme la partie la plus méridionale des îles Spratleys.

## Toponymie
Le nom en anglais, Luconia, vient d'un ancien nom de l'île de Luçon aux Philippines, représenté sur les anciennes cartes latines, italiennes et portugaises comme « Luçonia » ou « Luconia »,,,,,,,.
Le nom chinois des hauts-fonds « Kang » est la forme abrégée de « Lo-kang-nia » – une translittération du nom anglais Luconia. Le Comité d'inspection des cartes de la république de Chine a publié ce nom en 1935.

## Géographie

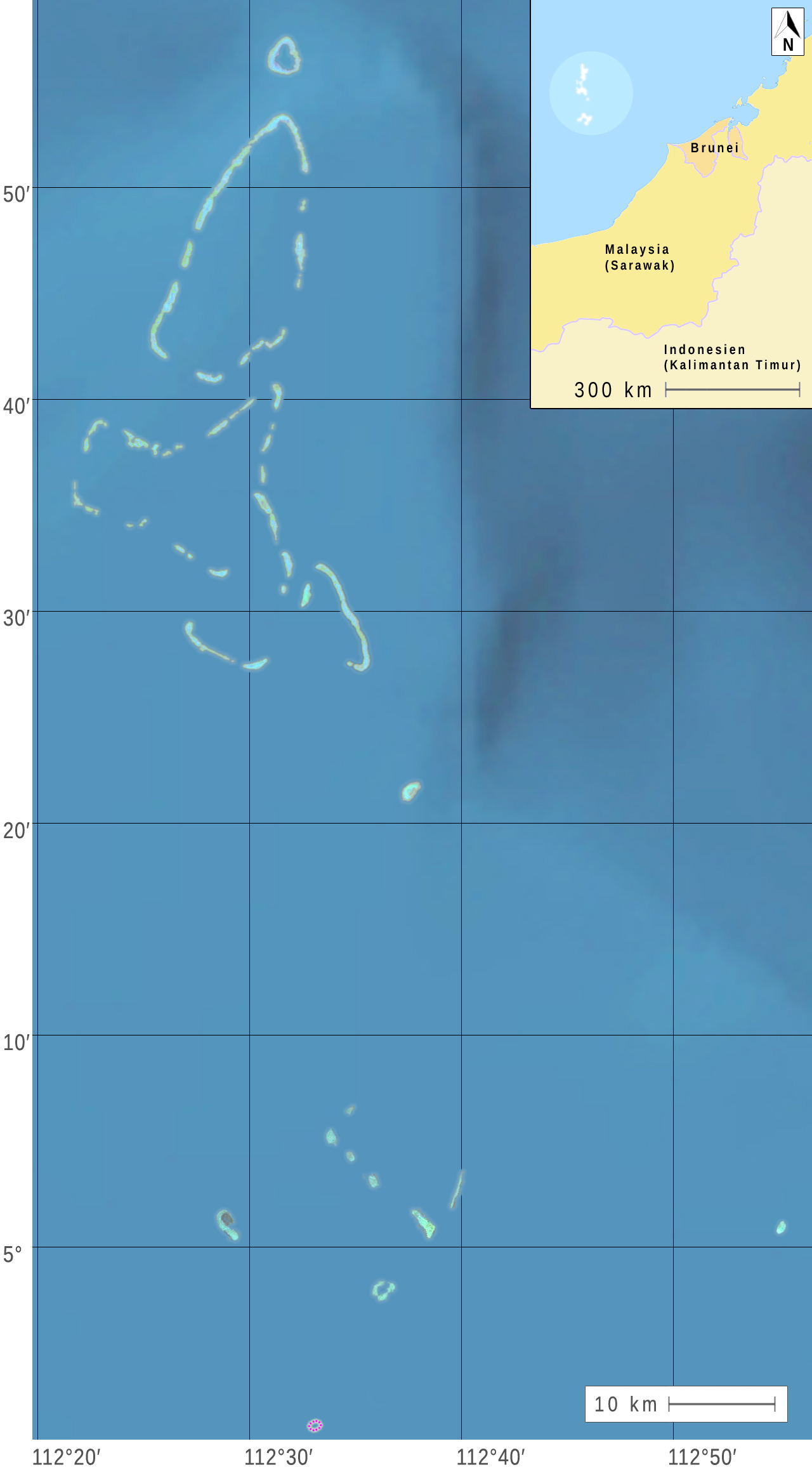
Croquis dérivé l'image Landsat 7 des hauts-fonds de Luconia Nord et Sud.

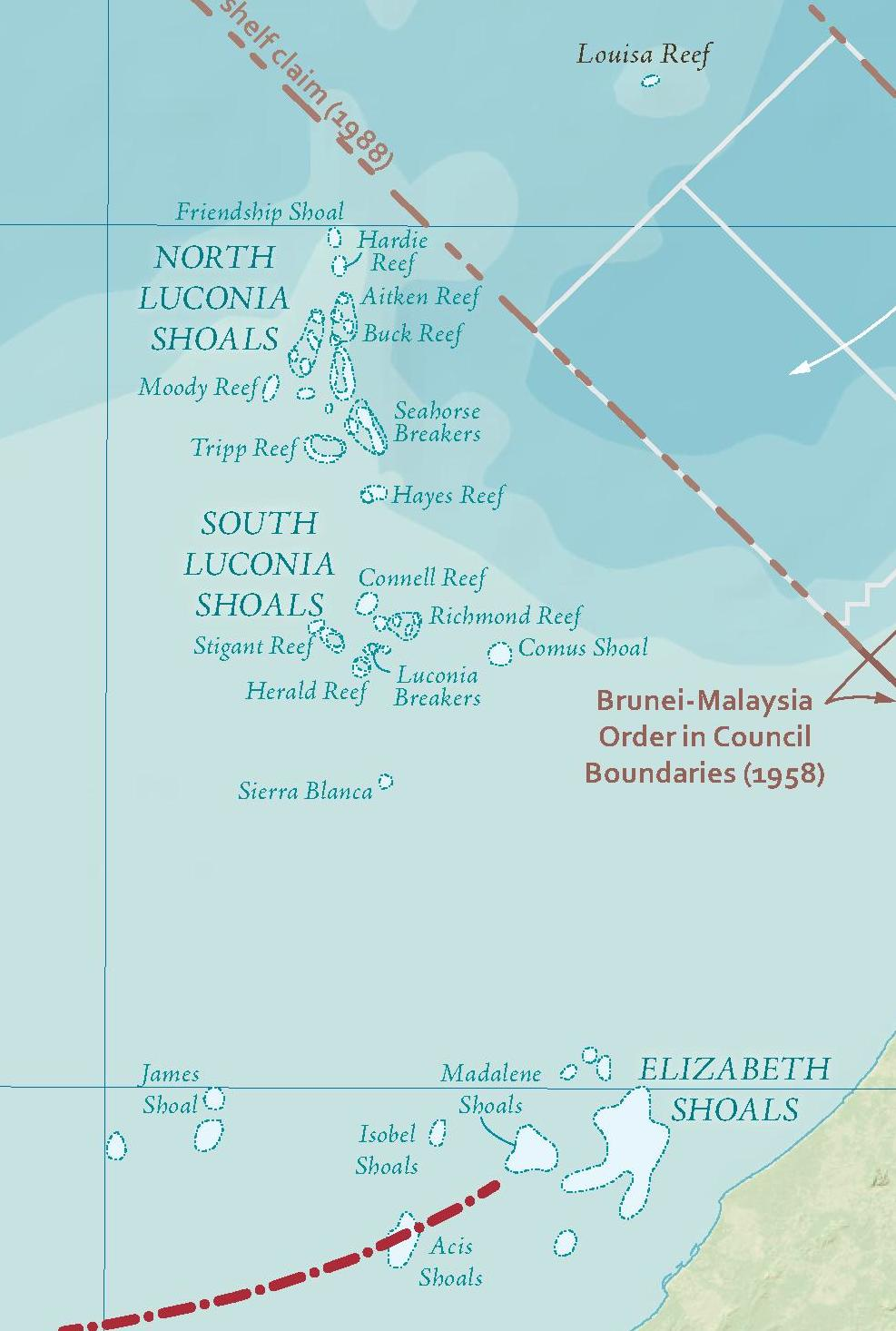
Extrait d'une carte du département d'État des États-Unis montrant également le récif Louisa et le haut-fond de James.

Les hauts-fonds de Luconia se trouvent à environ 160 kilomètres au large de la côte de l'État malaisien du Sarawak situé sur l'île de Bornéo, à l'intérieur de la zone économique exclusive de la Malaisie, et à environ 2 000 kilomètres de la Chine continentale. Les hauts-fonds font partie des îles Spratleys ou au sud-est de ce que certaines sources considèrent comme les membres les plus méridionaux des îles Spratleys, comme le récif Louisa. Avec le haut-fond de James voisin, les hauts-fonds de Luconia marquent l'étendue la plus méridionale de la ligne en neuf traits revendiquée par la Chine sur la mer de Chine méridionale.
Les hauts-fonds de Luconia sont une formation immergée en permanence, s'étendant du nord au sud sur plusieurs milliers de kilomètres carrés, leur pointe la plus méridionale se trouvant à une centaine de kilomètres au nord du Sarawak,,.
Les hauts-fonds de Luconia Nord et Sud sont immergés en permanence à des profondeurs de 5 à 40 mètres sous le niveau de la mer, à l'exception des brisants Luconia. Il existe d'importantes ressources en pétrole et en gaz naturel sous les fonds marins de cette zone, qui abrite également divers poissons, notamment des raies manta, des Labridae et des Epinephelinae.

## Caractéristiques
Les hauts-fonds de Luconia Nord est un ensemble de plateformes de récifs coralliens, composé de plusieurs grands anneaux d'atolls submergés reliés par des profondeurs (principalement plus de 10 mètres) et des systèmes récifaux discontinus en forme de ruban. L'entité s'étend sur 56 km (30 milles marins) le long de son axe du nord au sud et atteint un maximum de 15 km le long de son axe d'ouest en est. La superficie totale de l'atoll fait 495,05 km2 (y compris les lagons). Les hauts-fonds de Luconia Nord sont principalement submergés à tout moment. Le partie la moins profonde est les brisants Seahorse, situé dans le partie sud-est des hauts-fonds,
Les hauts-fonds de Luconia Sud comprend un ensemble de plates-formes de récifs coralliens et de petits atolls. Les platesformes récifales pour la plupart profondes et les anneaux d'atolls submergés. Les hauts-fonds semblent dispersés et déconnectés. Trois d'entre eux sont nommés : brisants Luconia, récif Herald et récif Stigant. Le haut‐fond global s'étend sur près de 18 km le long de son axe du nord au sud et sur 20 km le long de son axe d'ouest en est,.

## Liste des éléments maritimes
| Anglais              | Malais                      | Chinois (Sinogrammes simplifiés) | Coordonnées          | Profondeur en mètres |
| North Luconia Shoals | Gugusan Beting Raja Jarum   | Běikāng ànshā (北康暗沙)         |                      |                      |
| -------------------- | --------------------------- | -------------------------------- | -------------------- | -------------------- |
| Friendship Shoal     | Beting Rentap               | Méngyì ànshā (盟誼暗沙/盟谊暗沙) | 5° 57′ N, 112° 32′ E | 8.2                  |
| Hardie Reef1         | Terumbu Asun                | Hǎikāng ànshā (海康暗沙)         | 5° 56′ N, 112° 31′ E | 5.1                  |
| Aitken Reef1         | Terumbu Datak Landih        | Yìjìng Jiāo (義淨礁/义净礁)      | 5° 54′ N, 112° 33′ E | 9.4                  |
| Buck Reef1           | Terumbu Linggir             | Fǎxiǎn ànshā (法顯暗沙/法显暗沙) | 5° 45′ N, 112° 33′ E | 4.9                  |
| Moody Reef           | Terumbu Permaisuri          | Kāngxī ànshā (康西暗沙)          | 5° 38′ N, 112° 22′ E | 7.3                  |
| Seahorse Breakers    | Hempasan Dang Ajar          | Nán'ān Jiāo (南安礁)             | 5° 32′ N, 112° 35′ E | 2                    |
| Tripp Reef           | Terumbu Litong              | Běi'ān Jiāo (北安礁)             | 5° 39′ N, 112° 32′ E | 3.7                  |
| Hayes Reef           | Terumbu Lang Ngindang       | Nánpíng Jiāo (南屏礁)            | 5° 22′ N, 112° 38′ E | <0                   |
| South Luconia Shoals | Gugusan Beting Patinggi Ali | Nánkāng ànshā (南康暗沙)         |                      |                      |
| Stigant Reef         | Terumbu Sahap               | Hǎi'ān Jiāo (海安礁)             | 5° 02′ N, 112° 30′ E | 4.6                  |
| Connell Reef         | Terumbu Dato Talip          | Yǐnbō ànshā (隱波暗沙/隐波暗沙)  | 5° 06′ N, 112° 34′ E | 1.8                  |
| Herald Reef          | Terumbu Saji                | Hǎiníng Jiāo (海寧礁/海宁礁)     | 4° 57′ N, 112° 37′ E | 2                    |
| Comus Shoal          | Beting Merpati              | Huānlè ànshā (歡樂暗沙/欢乐暗沙) | 5° 01′ N, 112° 56′ E | 8.2                  |
| Richmond Reef        | Terumbu Balingian           | Tánmén Jiāo (潭門礁/潭门礁)      | 5° 04′ N, 112° 43′ E | 3.6                  |
| Luconia Breakers     | Hempasan Bentin             | Qióngtái Jiāo (瓊台礁/琼台礁)    | 5° 01′ N, 112° 38′ E | >0                   |
| Sierra Blanca Reef2) | Beting Batu Puteh           | Chéngpíng Jiāo (澄平礁)          | 4° 51′ N, 112° 32′ E | 4.6                  |

1) Le récif Hardie, le récif Aitken et le récif Buck, du nord au sud, font partie d'un atoll qui, dans son ensemble, est nommé par les Chinois 盟谊南 ou Méng yì nán, qui se traduit par « Amitié Sud ».

2) Le récif de la Sierra Blanca est également répertorié séparément des hauts-fonds de Luconia Sud, situés à environ 12 milles marins au sud-ouest de ces derniers. Sa profondeur minimale est de 2½ fathoms.

## Revendication de souveraineté
La Malaisie jouit de la souveraineté sur les hauts-fonds de Luconia, qui se trouvent dans sa zone économique exclusive de 200 milles marins, depuis 1963, lorsque le Sarawak et l'État voisin de Sabah ont rejoint la fédération de Malaisie pour former la Malaisie moderne. Le Sarawak considère que les hauts-fonds se trouvent dans ses eaux territoriales et a déclaré la zone en 2018 parc national. La Malaisie prospecte la zone qui renferme des réserves de pétrole et de gaz naturel. Aucune infrastructure n'est présente sur les hauts-fonds de Luconia en 2024.
Les hauts-fonds de Luconia se trouvent à l'intérieur de la ligne en neuf traits initialement posée par la république de Chine et est à présent utilisée par le gouvernement de la république populaire de Chine,. La position de la Chine et de Taïwan est la même sur cette question. Les États-Unis rejettent les revendications de la Chine sur les hauts-fonds de Luconia.
La Garde côtière chinoise patrouille régulièrement dans la zone pour affirmer ses revendications, ce qui provoque des tensions avec la Malaisie,. Les pêcheurs locaux du Sabah et du Sarawak sont empêchés de pratiquer leur activité par des garde-côtes chinois à proximité du haut-fond de Luconia.

## Histoire
C'est sur les hauts-fonds de Luconia que la barque britannique Viscount Melbourne a fait naufrage le 5 janvier 1842.

## Images satellite

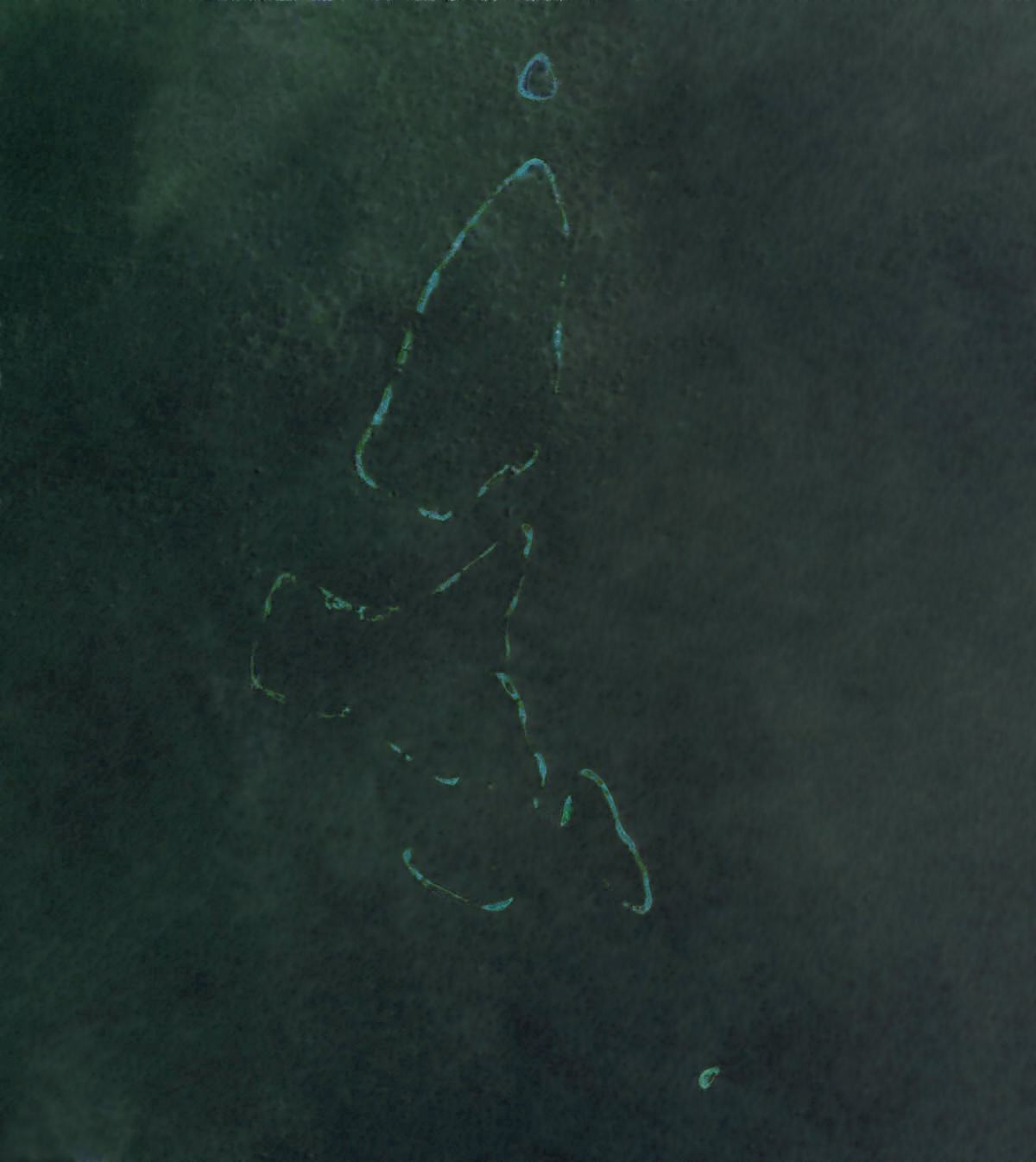
Image Landsat 7 des hauts-fonds de Luconia Nord.
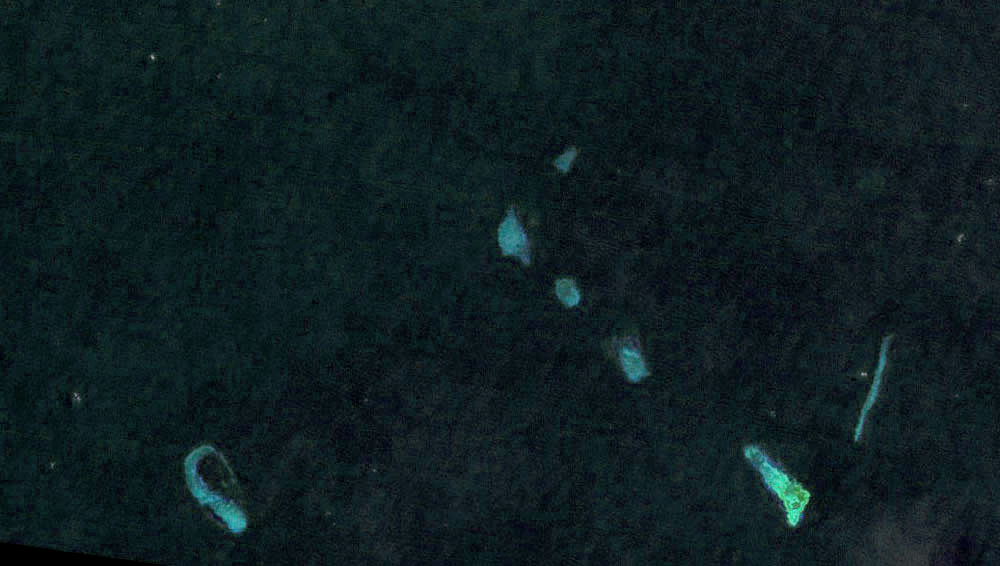
Image Landsat 7 des hauts-fonds de Luconia Sud ne montrant pas le récif Herald situé 5 km au sud-ouest des brisants Luconia.